# Kebbi
Kebbi is een Nigeriaanse staat. De hoofdstad is Birnin Kebbi, de staat heeft 3.748.796 inwoners (2007) en een oppervlakte van 36.800 km².
Het gebied werd in 1976 onderdeel van de staat Niger. Sokoto, Kebbi en Zamfara werden aparte staten in 1991 en 1996.
De staat is genoemd naar de rivier Kebbi, een andere naam voor de Sokoto.

## Lokale bestuurseenheden
Er zijn 21 lokale bestuurseenheden (Local Government Areas of LGA's). Elk LGA wordt bestuurd door een gekozen raad met aan het hoofd een democratisch gekozen voorzitter.
De lokale bestuurseenheden zijn:
| - Aleiro - Arewa-Dandi - Argungu - Augie - Bagudo - Birnin-Kebbi - Bunza - Dandi - Fakai - Gwandu - Jega |  | - Kalgo - Koko/Besse - Maiyama - Ngaski - Sakaba - Shanga - Suru - Wasagu/Danko - Yauri - Zuru |

Abia · Adamawa · Akwa Ibom · Anambra · Bauchi · Bayelsa · Benue · Borno · Cross River · Delta · Ebonyi · Edo · Ekiti · Enugu · Gombe · Imo · Jigawa · Kaduna · Kano · Katsina · Kebbi · Kogi · Kwara · Lagos · Nassarawa · Niger · Ogun · Ondo · Osun · Oyo · Plateau · Rivers · Sokoto · Taraba · Yobe · Zamfara
Federaal district: Federal Capital Territory